# Gare des Pélerins
Gare des Pèlerins
La halte des Pélerins ou halte des Pèlerins est une halte ferroviaire française, située dans le quartier des Pélerins sur le territoire de la commune de Chamonix-Mont-Blanc, en Haute-Savoie.

## Situation ferroviaire
Ce point d'arrêt SNCF est situé au point kilométrique (PK) 16,603 de la ligne de Saint-Gervais-les-Bains-Le Fayet à Vallorcine (frontière).

## Histoire
La gare des Pélerins n'existait pas à l'ouverture de la ligne en 1901. En 1923, alors que le premier téléphérique de l'Aiguille du Midi s’apprête à ouvrir partiellement, le PLM décide de créer une halte pour desservir sa station aval, située aux Pélerins. Ainsi, la halte PLM s'appelle à l'origine Aiguille-du-Midi. Elle est dotée d'un bâtiment voyageurs en bois.
L'ancien bâtiment voyageurs a perdu sa fonction ferroviaire : il s'agit maintenant d'une salle d'activités associatives[réf. nécessaire].

## Service voyageurs

### Accueil
La halte des Pélerins ne dispose pas de bâtiment voyageurs. Un parking est situé à proximité.

### Desserte

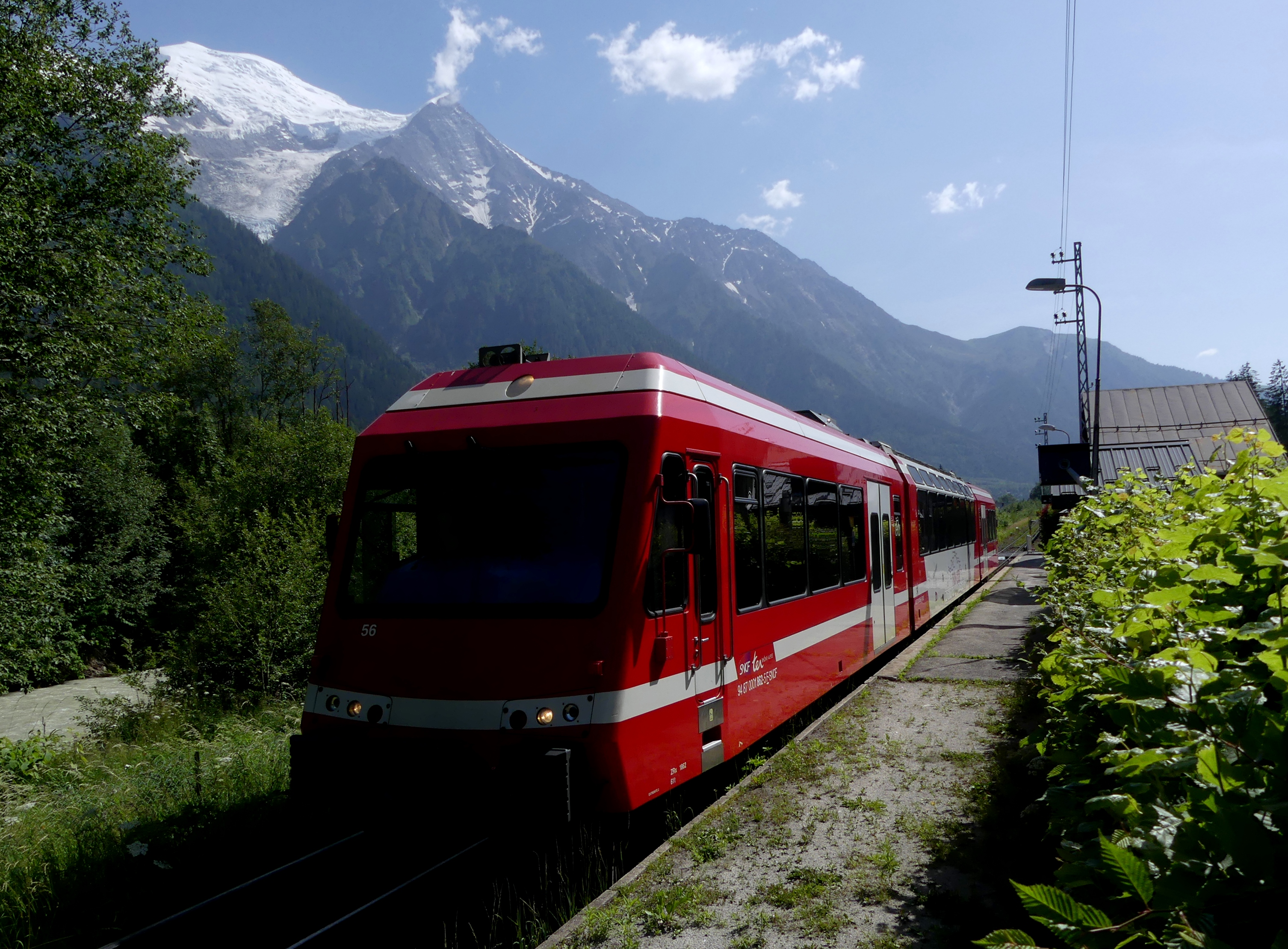
TER pour Vallorcine en gare.

La halte des Pélerins est desservie par des trains de la SNCF et de la région Auvergne-Rhône-Alpes qui assurent des services TER Auvergne-Rhône-Alpes qui desservent les gares entre Saint-Gervais-les-Bains-Le Fayet et Vallorcine.